# Železniška postaja Dankovci
Železniška postaja Dankovci je ena izmed železniških postaj v Sloveniji, ki oskrbuje bližnje naselje Dankovci.